# Jonas Noreika

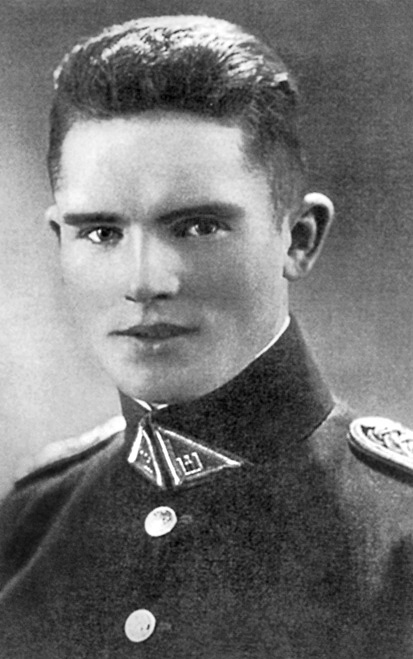
Jonas Noreika

Jonas Kazimieras Noreika (* 8. Oktober 1910 in Šukioniai, Litauen; † 26. Februar 1947 in Vilnius, Litauen) war ein litauischer Partisan, Militäroffizier, Nazi-Kollaborateur und Häftling des Konzentrationslagers Stutthof.

## Leben
Jonas Noreika wurde als jüngstes von 10 Kindern geboren. Als er 3 Jahre alt war, starb sein Vater an einer Lungenentzündung. Der letzte Wunsch seines Vaters war, dass ein Weg gefunden werden sollte, um Jonas den Besuch der Schule zu ermöglichen.
Mit 21 schrieb er sich an der Militärakademie in Kaunas ein und wurde in Klaipėda stationiert. 2 Jahre später besuchte er noch Juravorlesungen an der Vytautas-Didysis-Universität in Kaunas. 1936 heiratete er Antanina Krapavičiūtė. 1938 schloss er sein Jurastudium ab, in der gleichen Zeit wurde er zum Hauptmann in der Litauischen Armee und am Armeegericht eingesetzt. 1939 wurde seine Tochter Dalia Maria geboren. Noreika war Herausgeber der Zeitschrift Kariūnas, schrieb journalistische Artikel, Kurzgeschichten und einen Roman.
1940 besetzte Russland Litauen erneut, Noreika ging in den Untergrund, um Widerstand zu leisten. Als die Invasion der Deutschen stattfand, wurde er zum Kollaborateur und Schreibtischtäter. Er soll die Anordnungen für das Plungé-Pogrom und Telšiai-Pogrom erteilt haben. Er war Leiter der litauischen Verwaltung unter Gebietskommissar Hans Gewecke.
1943 wurde er im Konzentrationslager Stutthof bei Danzig inhaftiert. 1947 wurde er in Vilnius als antisowjetischer Untergrundaktivist hingerichtet und in einem Massengrab beerdigt.

## Rezeption
In Litauen wird Noreika wegen seines Widerstandes gegen die sowjetische Besetzung als Nationalheld gefeiert, eine Schule und Straßen tragen seinen Namen, Denkmäler wurden errichtet. Seine Mittäterschaft bei der Vertreibung und Ermordung der jüdischen Bevölkerung in Litauen wird dagegen größtenteils ausgeblendet. Seine Enkelin, die Journalistin, Lehrerin und Autorin Silvia Foti, recherchierte zu seiner Kollaboration mit den Nationalsozialisten. Im Jahr 2013 besuchte sie eine nach Noreika benannte Schule in Šukioniai, deren Leiter ihr sagte, der Großvater werde auch als „Judenmörder“ bezeichnet, was aber eine „sowjetische Lüge“ sei. 2015 forderte eine Initiative, die Noreika-Gedenkplakette an der Bibliothek von Vilnius zu entfernen.
Bei ihren Recherchen über ihren Großvater fand Foti heraus, dass Noreika in Plungė ein Haus bewohnte, das man Juden weggenommen hatte, so dass es „plötzlich frei“ war. Außerdem entdeckte sie ein Pamphlet, das ihr Großvater 1933 veröffentlicht hatte. In dem Text bezichtigte er Juden der wirtschaftlichen Ausbeutung Litauens und rief dazu auf, jüdische Produkte zu boykottieren.
Foti fand auch 70 von Noreika unterschriebene Dokumente, in denen angeordnet wurde, Juden zu enteignen oder in Ghettos zu deportieren. Sie entdeckte beispielsweise seine Unterschrift auf einem Dokument, das zur Ermordung von 2000 Juden aus Zagare am Feiertag Jom Kippur 1941 führte. Insgesamt war er indirekt an der Ermordung von 8000 Juden beteiligt. 2021 veröffentlichte Foti ein Buch über ihren Großvater.

## Auszeichnungen
- Orden des Kreuzes von Vytis, erster Grad (posthum)[11]

## Publikationen
- Jonas Noreika: Brydė ryto šerkšne. Neuauflage. Versmė, Vilnius 2016 (PDF auf versme.lt; litauisch).